# Jurij Gocaniuk
Jurij Michajłowicz Gocaniuk (ros. Юрий Михайлович Гоцанюк, ukr. Юрій Михайлович Гоцанюк; ur. 18 lipca 1966 w Nowej Derewni na Krymie) – polityk, agronom i przedsiębiorca Republiki Autonomicznej Krymu narodowości rosyjskiej, od 20 września 2019 premier Krymu (znajdującego się pod faktyczną kontrolą Rosji).

## Życiorys
Od 1984 do 1986 odbywał służbę wojskową. W 1996 ukończył studia agronomiczne w Symferopolskim Instytucie Agronomicznym, a w 2007 został absolwentem administracji publicznej w odeskim oddziale Akademii Administracji Publicznej przy Prezydencie Ukrainy. Pomiędzy 1990 a 2000 pracował jako agronom w lokalnych kołchozach, następnie do 2003 kierował przedsiębiorstwem.
W 2002 związał się z blokiem wyborczym Za Jedyną Ukrainę, później związany z Blokiem Łytwyna (jako członek Partii Ludowej kandydował do parlamentu w 2006), ostatecznie w 2006 wstąpił do Partii Regionów. W latach 2003–2006 zastępca szefa administracji rejonu perwomajskiego, w 2006 został przewodniczącym rady tego rejonu. W 2013 objął fotel szefa administracji rejonu nyżniohirskiego. Na początku 2014 poparł aneksję Krymu przez Rosję, został także członkiem Jednej Rosji. W czerwcu 2014 z rosyjskiego nadania objął kierownictwo nad rejonem perwomajskim. 22 sierpnia 2016 został wicepremierem nieuznawanej międzynarodowo Rady Ministrów Republiki Krymu Siergieja Aksionowa, od 2018 odpowiedzialnym za implementację rosyjskich programów federalnych. Po rezygnacji Aksionowa 20 września 2019 tymczasowo objął funkcję premiera, powołany na to stanowisko z dniem 1 października 2019.

## Odznaczenia
Odznaczony m.in. tytułem Zasłużonego Pracownika Rolnego Ukrainy (2009) oraz krymskimi Orderami „Za Wierność Obowiązkom” (2014) i „Za Mężną Pracę” (2021), a także wyróżnieniami Autonomicznej Republiki Krymu.